# Arcadius Rudolf Lang Gurland
Arcadius Rudolf Lang Gurland (auch: Arkadij Gurland) (* 1. September 1904 in Moskau, Russisches Kaiserreich; † 27. März 1979 in Darmstadt) war ein deutscher Politikwissenschaftler russischer Herkunft.

## Leben
Nach dem Abitur in Berlin (1922) studierte Gurland bis 1924 Mathematik, Physik, Philosophie und Geschichte an der Friedrich-Wilhelms-Universität Berlin. 1923 war er Mitglied des sozialdemokratischen Klassenkampf-Kreises und hauptberuflicher Mitarbeiter dessen  Zeitschrift Marxistische Tribüne für Politik und Wirtschaft. Von 1924 bis 1928 studierte Gurland Wirtschafts- und Sozialwissenschaft an der Universität Leipzig, wo er 1929 promoviert wurde. Noch im selben Jahr begann seine Funktionärstätigkeit für die SPD, ab 1931 war er Redakteur der Sozialistischen Pressekonferenz. 1932 wurde er stellvertretender Chefredakteur der Volksstimme Leipzig.
Gurland emigrierte im März 1933 nach Belgien, im August dann nach Frankreich. Dort wurde er Mitarbeiter der Documentation de Statistique Sociale et Économique und des Freien Deutschland (speziell für Wirtschaftsfragen) sowie unter verschiedenen Decknamen (W. Gundal, Rudolph Lang, Felix Graham, Vexator) Autor der Zeitschrift für Sozialforschung. Er war zudem Mitglied der Pariser SPD-Gruppe.
1940 emigrierte Gurland in die USA. 1941 wurde sein Vater Isaak Gurland im Ghetto von Wilna erschossen, seine Mutter Juliane Gurland konnte nach England emigrieren. Arcadius R. L. Gurland forschte bis 1945  am Institute of Social Research in New York.
„Im Jahre 1947 bereiste Gurland im Auftrag des US War Department die amerikanische und britische Besatzungszone und verfaßte 1948/1949 für das ‚Office of Foreign Labor Conditions‘ (US Department of Labor) ein Handbuch über die Arbeitsbedingungen in Westdeutschland.“ Während dieses Deutschland-Aufenthalts hatte er Kontakt zu Erich Lewinski. Dieser berichtete im Mai 1947 dem „lieben Hermann“ (Hermann Ebeling) von einem Besuch Gurlands, der „für ein project in Deutschland ist“. Ebeling wiederum unterrichtete so dann am 23. Mai 1947 seine Frau Gretel ausführlich über ein Treffen mit Gurland, der alsbald abreiste, weil er am 1. Juli in Washington sein musste. Über Gurland, der Kontakt zu dem Braunschweiger Kreis um Heinrich Rodenstein hatte, schrieb Ebeling: „Ich habe den Eindruck, dass Gurland furchtbar gerne nach Deutschland gehen würde, wenn er nur einen einigermassen gutbezahlten (d. h. in Dollars) job finden könnte. Er wird Dich besuchen, falls er früher zurückkehren sollte als ich.“
Gurlands Hoffnungen auf eine baldige Rückkehr nach Deutschland erfüllten sich jedoch zunächst nicht. „Aufgrund einer Denunziation bei amerikanischen Regierungsstellen erhielt er […] bis zum Jahre 1950 kein Einreisevisum nach Westdeutschland.“ Erst im Frühjahr 1950 akzeptierte er den Vorschlag von Franz L. Neumann und Otto Suhr, in Berlin ein Institut für empirische Sozialforschung mit aufzubauen und traf im November 1950 in Berlin ein. Bis 1954 war er Leiter des Instituts für Politische Wissenschaft an der Freien Universität Berlin. Ein Assistent von ihm während dieser Zeit war der spätere Regierende Bürgermeister von Berlin, Klaus Schütz.
Nach der Gründung des Instituts für politische Wissenschaft (IfpW) wurde Gurland am 6. März 1951 zu dessen stellvertretenden Leiter ernannt. In der Folge kam es jedoch zwischen Gurland und dem Institutsleiter, Otto Heinrich von der Gablentz, zu Kontroversen, deren Ursachen in „der unterschiedlichen akademischen und politischen Sozialisation Gurlands und von der Gablentz’ in Organisationsfragen und Fragen der Forschungsprioritäten“ lagen. Vermutlich sind hier die Ursachen für Gurlands Abschied vom IfpW zu suchen.
Gurland wirkte ab 1954 als freier Autor und Übersetzer. Von 1962 bis zu seiner Emeritierung 1972 lehrte er als Professor für Wissenschaftliche Politik an der Technischen Hochschule Darmstadt, einer seiner Assistenten war der Politikwissenschaftler und Bürgerrechtler Jürgen Seifert.

## Schriften (Auswahl)
- Der proletarische Klassenkampf in der Gegenwart. Zur taktischen Orientierung der Sozialdemokratie in der Nachkriegsphase des Kapitalismus. Leipziger Buchdruckerei, Leipzig 1925.
- Marxismus und Diktatur. Leipziger Buchdruckerei, Leipzig 1930.
- Das Heute der proletarischen Aktion. Hemmnisse und Wandlungen im Klassenkampf. E. Laub, Berlin 1931.
- Political Science in Western Germany. Thoughts and writings, 1950-1952. Library of Congress, Reference Department, European Affairs Division, Washington 1952.
- Die CDU/CSU. Ursprünge und Entwicklung bis 1953. Europäische Verlagsanstalt, Frankfurt am Main 1980, ISBN 3-434-00436-X.
- Sozialdemokratische Kampfpositionen 1925 – 53 / A. R. L. Gurland, Hrsg. von Dieter Emig und Hubertus Buchstein, Nomos-Verlags-Gesellschaft, Baden-Baden, 1991, ISBN 978-3-7890-2277-7. Der Band enthält eine Auswahl von Gurlands Schriften. Die ausführliche Einleitung dazu, die Gurlands Leben nachzeichnet, ist online verfügbar: Hubertus Buchstein / Dieter E;mig / Rüdiger Zimmermann: Arkadij Gurlands politischer Werdegang und Wirken.

### Als Übersetzer
- Erich Fromm: Sigmund Freuds Sendung. Persönlichkeit, geschichtlicher Standort und Wirkung. Ullstein, Frankfurt am Main / Berlin 1961.
- Otto Kirchheimer: Politische Justiz. Verwendung juristischer Verfahrensmöglichkeiten zu politischen Zwecken. Luchterhand, Neuwied / Berlin 1965.
- Pierre Broué: Revolution und Krieg in Spanien. Suhrkamp, Frankfurt am Main 1968.